# Pasquale Bocciardo

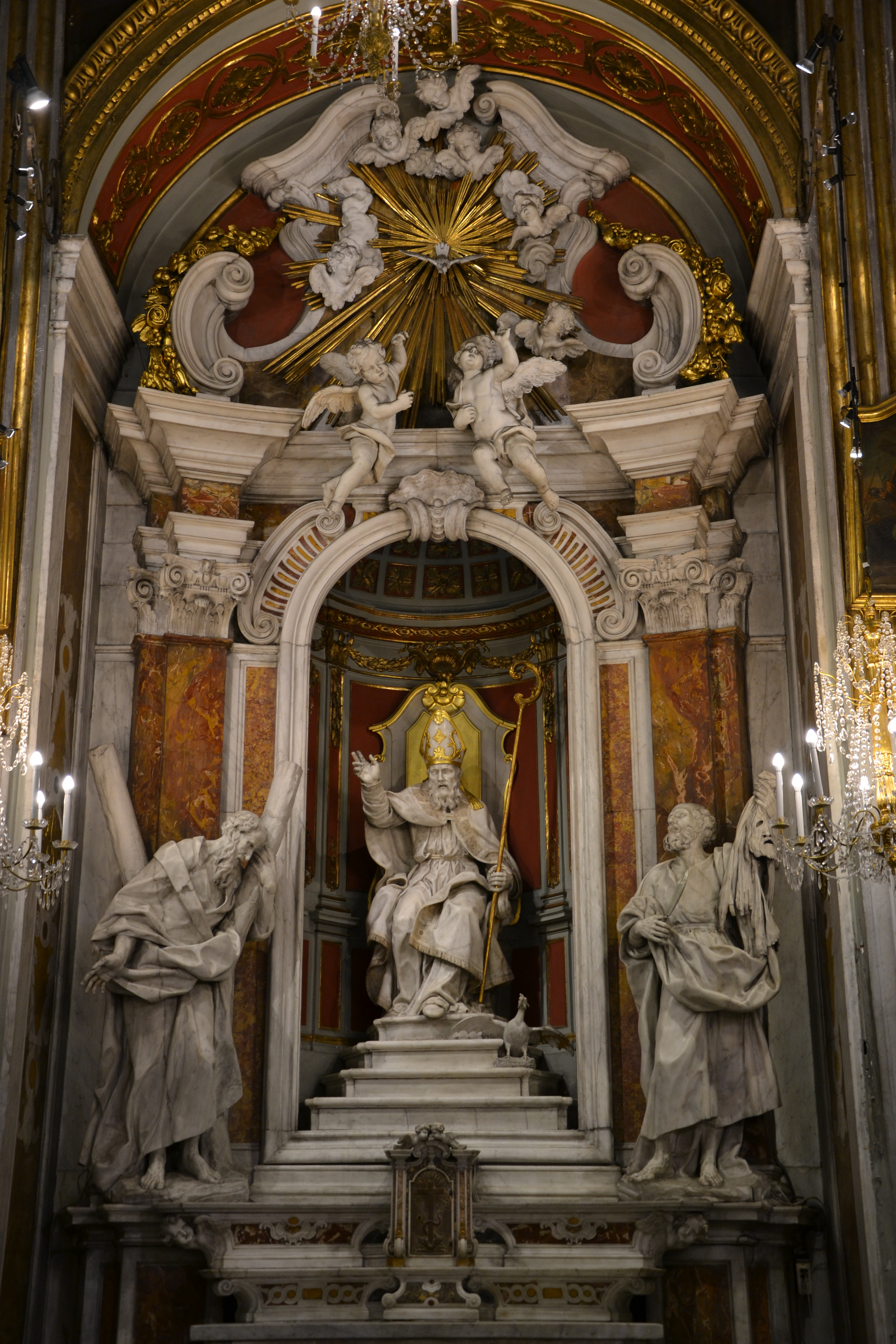
Altare di San Siro nella chiesa di San Siro di Nervi

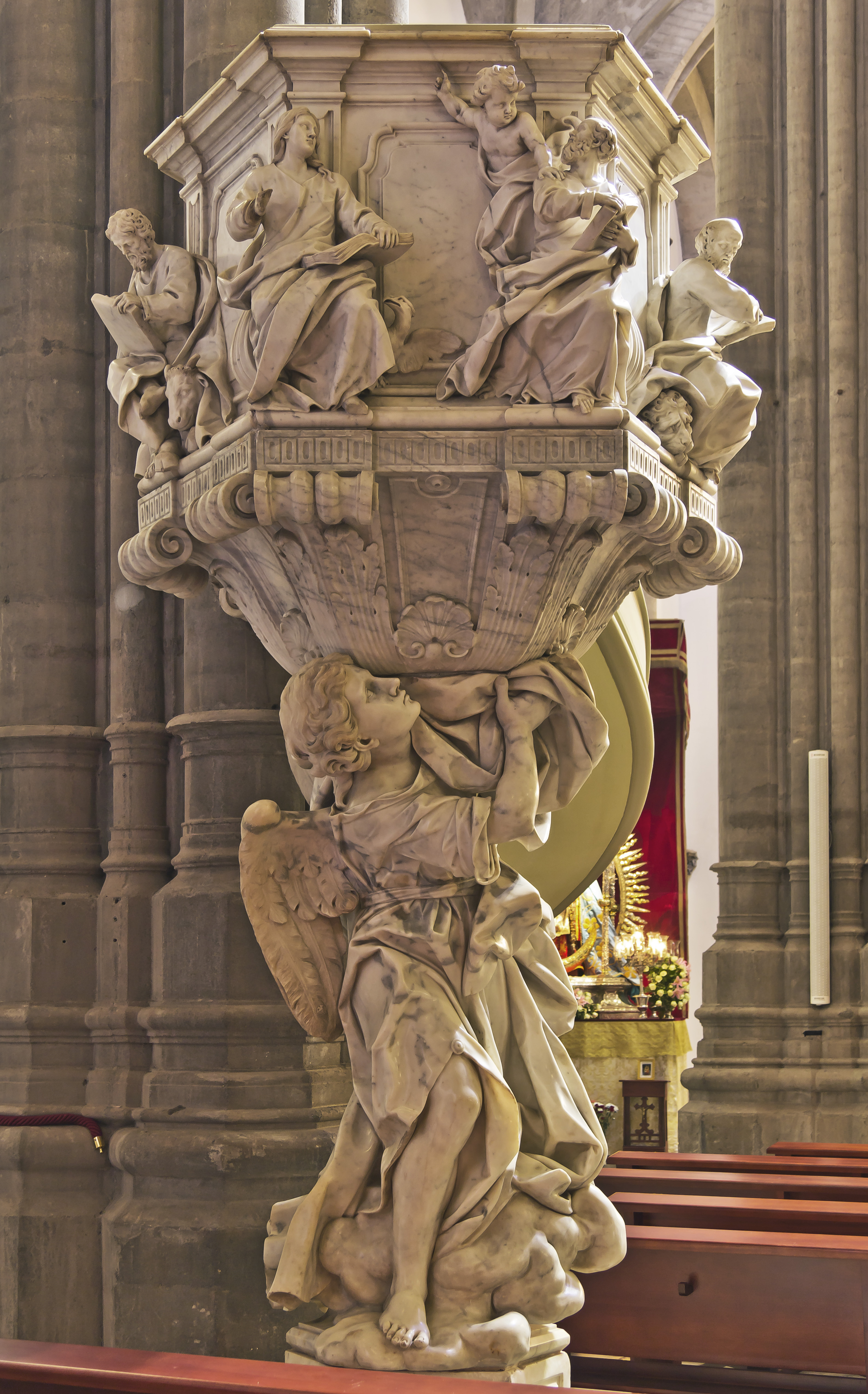
Pulpito della Cattedrale de La Laguna (Tenerife), considerato il miglior lavoro scolpito nel marmo delle Isole Canarie.

Pasquale Bocciardo (Genova, 1719 – Genova, 1790 circa) è stato uno scultore italiano.

## Biografia
Figlio di Andrea, scultore rimasto pressoché ignoto, era presumibilmente nipote di Sebastiano, l'artista finalese che nel 1666 disegnò l'Arco dell'Imperatrice a Finalmarina. Assieme al fratello Domenico, di quattro anni più vecchio, andò a bottega di Domenico Caprile nel 1731. Divenne successivamente l'unico allievo di Giacomo Antonio Ponsonelli, artista al tempo operante nel capoluogo ligure. Bocciardo si affermò in area locale rivestendo un importante ruolo nell'ambiente dell'allora neonata Accademia Ligustica di Belle Arti. In essa divenne infatti accademico di merito sin dall'anno di fondazione, il 1751, e ottenne nel 1763 la cattedra di scultura, che sino all'anno precedente era stata tenuta da Francesco Maria Schiaffino. La sua opera artistica si inserisce nell'atmosfera del neoclassicismo settecentesco di influsso romano fatto proprio dall'Accademia Ligustica di Belle Arti.
Le opere di Pasquale Bocciardo sono sparse principalmente nella moltitudine di chiese e palazzi di Genova e delle Riviere. Ve ne sono, però, anche in località remote, ma frequentate dai genovesi, come Tenerife, nelle isole Canarie, Cuenca, Coimbra e Lisbona.

## Opere in Italia
Bocciardo fu attivo a partire dagli ultimi anni del quinto decennio del Settecento. È suo il busto-ritratto di Gio.Francesco II Brignole Sale, il patrizio genovese che tra il 1736 e il 1740 ordinò nuovi lavori per il palazzo Rosso in Strada Nuova a Genova, e che commissionò l'opera quando divenne doge (1746-1748). Il busto è tuttora esposto a Palazzo Rosso, oggi sede di un importante polo museale, ed è posto nella loggia, su di una mensola fra le due porte prospicienti la scala. Poco dopo, nel 1749 lavorò nella parrocchiale di Bogliasco.
L'artista scolpì nel 1761 l'altare del Rosario in Santa Maria della Castagna a Quarto al Mare (oggi Quarto dei Mille, comune annesso nella Grande Genova nel 1926). Poco dopo realizzò l'altare della Chiesa di San Giacomo Maggiore (Pontedecimo), altro sobborgo di Genova), del 1763, poi ristrutturato in maniera massiccia. Analoghe modifiche subì un altro suo intervento nella cappella dell'Immacolata nella chiesa di San Siro.
Per San Biagio a Finalborgo Pasquale Bocciardo scolpì il pulpito barocchetto (1765), un maestoso complesso in marmo, di tipo originalissimo, che rappresenta la Visione di Ezechiele (1765). Da non confondersi qui con l'opera di Domenico Bocciardo, fratello di Pasquale, che sempre in San Biagio a Finalborgo, realizzò il gruppo marmoreo con il Battesimo di Cristo, posto all'ingresso della nave sinistra (1798), e l'altar maggiore con la sua splendida balaustrata (1799).
Bocciardo realizzò anche l'altare di San Siro nella chiesa di San Siro di Nervi (sobborgo a levante di Genova), commissionatogli nel 1769 e da lui terminato nel 1772, con le statue di San Siro, Sant'Andrea e San Bartolomeo. In quest'ultima riprende le forme dal San Bartolomeo di Pierre Legros in San Giovanni in Laterano, e come le altre tre sculture è impostata in atteggiamento di nobile maestosità, con le vaste superfici esposte ad una luce priva di forti contrasti chiaroscurali, ricomposte in una statica e attentamente calibrata composizione.
In questo caso va però ricordato il dubbio relativo all'attribuzione delle tre statue: le prime descrizioni di queste, fatte dal Remondini e quindi dal Gajone e dal Buggero, confermano la sua mano per l'altare, ma non sono definitive riguardo alle tre statue del 1771: ovvero che siano riconducibili esse pure della stessa mano. Stessa incertezza è riferita dal Bagnasco nel suo manoscritto sulla storia della chiesa di San Siro di Nervi.
Dalla descrizione dell'Alizeri si sa che nell'Ospedale dei Cronici (detto lo Spedaletto, nel sestiere genovese di Portoria), la statua di Stefano Lomellino (una delle due poste in nicchia sulla facciata verso via Giulia, oggi via XX Settembre) era stata scolpita nel 1763 dal Bocciardo.
Un'altra statua venne successivamente scolpita dal Bocciardo per la chiesa di Santa Maria della Cella a Sampierdarena.
Per il palazzo Ducale di Genova Bocciardo restaurò le statue del salone del Maggior Consiglio, dopo la distruzione dell'incendio del 1777 e la ricostruzione su progetto neoclassico di Simone Cantoni. Queste verranno però distrutte dal furore anti-oligarchico giacobino nei giorni della caduta della Repubblica di Genova e della creazione della Repubblica Ligure (1797).

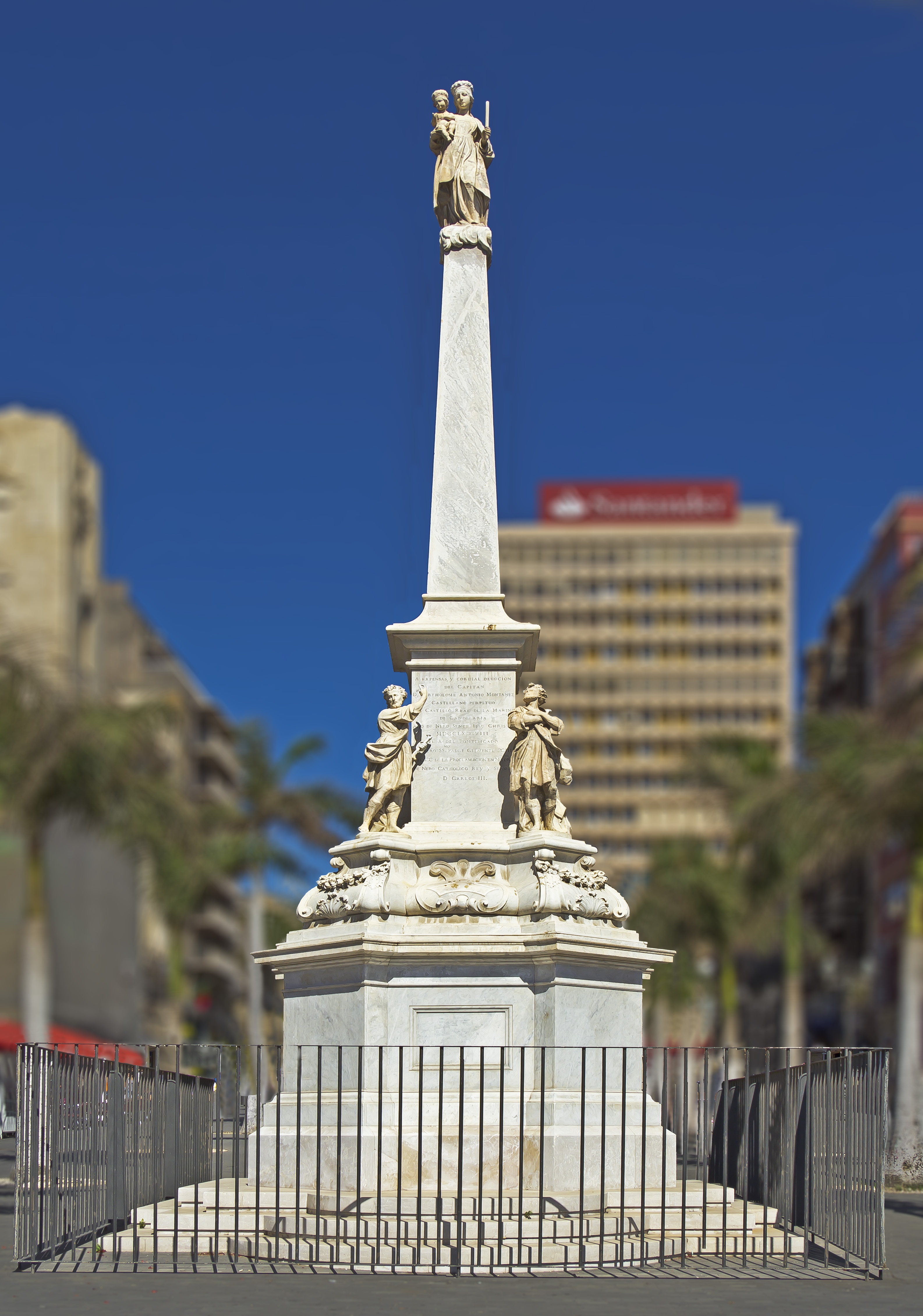
Triunfo de la Candelaria, Plaza de la Candelaria (Santa Cruz de Tenerife), Spagna.

## Opere all'estero
Bocciardo realizzò importanti opere per committenti esteri già prima della scomparsa di Francesco Maria Schiaffino, che fino al 1765 era il più noto scultore genovese, ma che spesso si avvaleva di collaboratori meno capaci. In Portogallo realizzò fra il 1755 e il 1758 l'altare dell'abside della chiesa del Seminario Maggiore di Coimbra e nel 1768 l'altar maggiore della chiesa di S. Luigi dei Francesi a Lisbona. Sempre nel 1768 realizzò il Triunfo de la Virgen de la Candelaria, un monumento alto 11 metri in marmo di Carrara, eretto in Plaza de la Candelaria a Santa Cruz de Tenerife (Isole Canarie). Successivamente, sempre nell'isola di Tenerife, scolpì il pulpito per Nuestra Senora de Los Remedios, la Cattedrale de La Laguna di San Cristóbal de La Laguna. Invece per la cattedrale di Cuenca (Castilla-La Mancha) realizzò le statue del retablo dell'altar maggiore.